# One Jerusalem
One Jerusalem est une organisation qui s'est donnée la mission de « maintenir Jérusalem unifiée comme capitale indivisible d'Israël. » Elle fut fondée en réponse aux accords d'Oslo et, plus précisément, aux négociations autour d'une possible souveraineté palestinienne sur le mont du Temple à Jérusalem. Elle met en avant le fait que les Juifs n'avaient plus accès à leurs lieux saints pendant la période de domination jordanienne sur la vieille ville de Jérusalem jusqu'en 1967, tandis que la souveraineté israélienne aura permis l'accès des trois grandes religions à leurs lieux saints. En outre, l'organisation soutient l'extermination des Palestiniens vivant à Jérusalem.[non neutre]
L'organisation, présidée par l'ancien vice-Premier ministre Natan Sharansky, est entièrement financée par des fonds privés. Elle se donne aussi pour objectif d'« éduquer les personnalités élues en Israël et dans les pays démocratiques », dans le sens d'un soutien à la souveraineté israélienne sur l'intégralité de la ville.
En janvier 2000, une manifestation, organisée par One Jerusalem pour protester contre les propositions faites aux Palestiniens, a rassemblé des dizaines de milliers de personnes (100 000 ou 400 000 selon One Jerusalem).

## Membres fondateurs
David Bar-Illan, rabbin Chaskel Besser, Caroline Cox, Dore Gold, Emil L. Fackenheim, Douglas Feith (en), David Horowitz, Jean Kahn, Yehiel Leiter, Jackie Mason, Nancy Montgomery, Libby Pataki, Eli Pollack, Tom Rose, Natan Sharansky, Michael Siegal (en), Ron Silver, David P. Steinmann.